# Grete Hess
Grete Hess (eigentlich Paulina Luise Margaritha Hess) (* 4. Juli 1894 in Stans; † 1976 ebenda) war eine Schweizer Künstlerin, Schriftstellerin und Radiomoderatorin. In den 1930er Jahren moderierte sie  Bastelsendungen für Kinder im Radio Beromünster.

## Leben
Grete Hess war Tochter des Stanser Zahnarztes Paul Hess. Ihre Vorfahren mütterlicherseits entstammten der Künstlerfamilie Deschwanden. In ihrer frühen Kindheit starb ihre Mutter. Mit 10 Jahren entdeckte sie in der freiwilligen Zeichenschule ihre Liebe zur Bildenden Kunst. Ihr Vater schickte sie an die Luzerner Handelsschule. Nach ihrer Ausbildung arbeitete sie in Zürich für die Schweizerische Bankgesellschaft und danach für die Zürich-Unfall-Versicherung. Nach acht Jahren gab sie ihre kaufmännische Tätigkeiten endgültig auf und versuchte sich neben Malen und Zeichnen in weiteren kunsthandwerklichen Tätigkeiten. Fortan lebte sie vom Unterrichten, kleinen Ausstellungen und einigen Aufträgen. Nach dem Tod ihres Vaters kehrte sie 1929 nach Stans zurück.

## Publikationen
- Der Bildhauer Eduard Zimmermann (= Beiträge zur Geschichte Nidwaldens. Bd. 31). Verlag des Historischen Vereins Nidwalden, 1966. doi:10.5169/seals-698307#4
- Kunstmaler Theodor Deschwanden 1826–1861 (= Beiträge zur Geschichte Nidwaldens. Bd. 23–24). Verlag des Historischen Vereins Nidwalden, 1951.  doi:10.5169/seals-703324#10
- Schon Damals – Lebensbild einer Schweizer Söldnerfamilie in Briefen. Buchdruckerei Paul von Matt, Stans 1947.

## Biografischer Kurzfilm
Die Stanser Filmemacherin Thaïs Odermatt produzierte im Auftrag von Frauenspuren Nidwalden einen Kurzfilm über Grete Hess. Verschiedene Zeitzeuginnen und Zeitzeugen erzählen von ihren Erlebnissen mit der Künstlerin. Untermalt wird das Ganze mit Archivmaterial. Premiere feierte der Kurzfilm im Chäslager in Stans.